# Subrata Pal
Subrata Pal, auch bekannt als Subrata Paul, (* 24. Dezember 1986 in Sodepur) ist ein indischer ehemaliger Fußballtorhüter.

## Karriere
Trotz seiner jungen Jahre gilt er bereits heute als einer der besten Torhüter Asiens. Dabei begann seine Karriere mit einer Tragödie. Im Finale des indischen Federation Cup 2004 gegen Dempo SC prallte der Torhüter mit dem brasilianischen Stürmer Cristiano de Lima zusammen, der nach seinem Tor zum 2:0 zusammenbrach und verstarb. Infolge des tödlichen Unglücks wurde Subrata Pal von der All India Football Federation für zwei Monate gesperrt.
In den Folgejahren wurde Subrata Pal für seinen Verein Mohun Bagan AC zu einem starken Rückhalt, 2006 feiert man den Sieg im Federation Cup und seine Leistungen brachten ihn 2007 erstmals in die indische Fußballnationalmannschaft. Im gleichen Jahr wechselte der Torwart zum East Bengal Club, mit dem er 2007 den Federation Cup gewann und zu Indiens Torwart des Jahres gewählt wurde. Dank seiner überragenden Paraden wurde Indien 2008 Sieger des AFC Challenge Cup, wodurch sich das Nationalteam gleichzeitig zum ersten Mal seit 24 Jahren für die Asienmeisterschaft 2011 qualifizieren konnte. Subrata Pal gewann mit der Nationalmannschaft zudem 2007, 2009 und 2012 den Nehru Cup.
Im Jahr 2009 wechselte der vielumworbene Torsteher zum I-League Aufsteiger Pune FC.
Im Juli 2012 hielt sich Subrata Pal für ein Probetraining bei RB Leipzig auf, erhielt jedoch keinen Vertrag.
Nachdem er von 2012 bis 2014 bei Prayag United unter Vertrag stand, wechselte er im Januar 2014 zum Dänischen Erstligisten FC Vestsjælland. Dort spielte er aber nur in der Reserve-Mannschaft.
Im Sommer 2014 wechselte er zum Mumbai City FC und hat seit dem mehrere weitere indische Klubs als Team gehabt.